# Lungo periodo
Per lungo periodo si intende in macroeconomia una prospettiva temporale (generalmente dell'ordine di decenni) nell'ambito della quale si porta a compimento il processo di aggiustamento dell'equilibrio economico nel corso del medio periodo.
Si parla di lungo periodo anche con riferimento alla prospettiva temporale nell'ambito della quale si determina il processo di crescita del sistema economico verso più elevati livelli di produttività, per effetto del progresso tecnologico.